# Modern Times Group
Modern Times Group é uma empresa de mídia e entretenimento digital Sueca, a companhia é proprietária de canais de televisão de sinais aberto e fechado, emissoras de rádios e também opera serviços de estúdio e radiodifusão, serviços de TV paga e plataformas online em todos os países nórdicos através da marca Viaplay.
A empresa transmite cerca de 50 canais para 31 países e atinge mais de 125 milhões de pessoas ao redor do mundo, opera também 53 emissoras de Rádio na Suécia, Noruega e Finlândia e em 2007 tinha diariamente mais de 3 milhões de ouvintes.
A companhia foi fundada em 1987 e tem operações em todos os países Escandinavos, Bálticos.
O fundo de investimento Sueco Kinnevik é o maior acionista da Modern Times Group com 14,6% das açõese desde 1997 a empresa é cotada na Bolsa de Valores de Estocolmo.
Em novembro de 2015 adquiriu a empresa de eSports Dreamhack por 28 milhões de dólares.